# Arthur Rosenkampff
Arthur Henry "Art" Rosenkampff (Nova York, 3 de novembre de 1881 - Nova York, 6 de novembre de 1952) va ser un gimnasta i atleta estatunidenc que va competir a cavall del segle xix i el segle xx. El 1904 va prendre part en els Jocs Olímpics de Saint Louis, on guanyà la medalla de plata en la prova per equips del programa de gimnàstica, com a membre de l'equip New York Turnverein junt a Emil Beyer, John Bissinger, Julian Schmitz, Otto Steffen i Max Wolf. També disputà les proves gimnàstiques del triatló i el concurs complet, on fou 76è i 89è respectivament; i el triatló del programa d'atletisme, on fou 102è.